# Syrnolopsis
Syrnolopsis é um género de gastrópode  da família Thiaridae.
Este género contém as seguintes espécies:
- Syrnolopsis gracilis
- Syrnolopsis lacustris
- Syrnolopsis minuta